# Gevulde koek

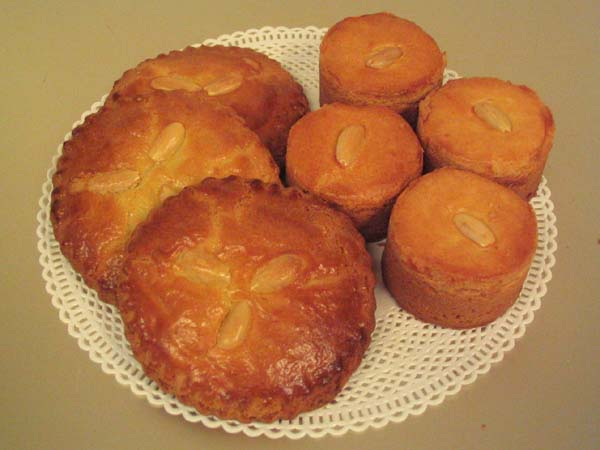
Gevulde koek (izquierda) y rondo (derecha)

Gevulde koek es un dulce típico de los Países Bajos. Es una especie de pastel o galleta grande hecha de masa de mantequilla, rellena con pasta de almendras. Normalmente, la masa se hace con harina, azúcar, mantequilla y huevo, mientras que el relleno contiene almendras molidas mezcladas con azúcar y huevo para formar una pasta dulce y cremosa. La gevulde koek a menudo se decora con una almendra entera en la parte superior antes de hornearla hasta que esté dorada. Este dulce es muy popular en los Países Bajos y se puede encontrar en panaderías y supermercados por todo el país.